# Judith Furse
Judith Furse, född 4 mars 1912 i Camberley, Surrey, död 29 augusti 1974 i Canterbury, Kent, var en brittisk skådespelare.

## Filmografi i urval
- 1939 – Adjö, Mr. Chips
- 1944 – A Canterbury Tale
- 1947 – Svart narcissus
- 1951 – Mannen i vita kostymen
- 1951 – Skuggan av en man
- 1953 – På galej i Boulogne
- 1957 – Skolflickorna slår till igen
- 1962 – Håll ångan oppe!
- 1963 – Nu tar vi taxin
- 1965 – Ett lättfärdigt stycke